# 304 (tal)
304 är det naturliga talet som följer 303 och som följs av 305.

## Inom vetenskapen
- 304 Olga, en asteroid.

## Inom matematiken
- 304 är ett jämnt tal.
- 304 är ett sammansatt tal.
- 304 är ett ymnigt tal.
- 304 är ett semiperfekt tal.
- 304 är ett primitivt ymnigt tal.